# Joan C. Gratz
Joan Carol Gratz (* 6. April 1941 in Los Angeles) ist eine US-amerikanische Künstlerin, Animatorin und Filmregisseurin, die für ihre aufwändigen Werke in „Clay Painting“ bekannt wurde.

## Leben
Gratz studierte um 1966 Architektur und arbeitete schon in dieser Zeit als klassische Animatorin. Sie wechselte von Farbe zum Animieren von Knetmasse, als sie von 1976 bis 1987 in den Will Vinton Studios arbeitete. In dieser Zeit war sie als Knetanimatorin unter anderem an Werbe- und Kurzfilmen beteiligt, so 1980 an Dinosaurs, an dem sie unter anderem mit Kreide arbeitete. Bei den beiden oscarnominierten Kurzfilmen in Knetanimation Rip Van Winkle und The Creation war sie am Animationsprozess beteiligt und entwarf Szenen und Effekte. Bei The Creation nutzte sie erstmal ihre Animationstechnik „Clay Painting“, bei der gefärbte Knetmasse wie Ölfarbe behandelt wird und Formen und Farben miteinander zu verschmelzen scheinen. Die Knetmasse wird dabei stückweise aufgetragen, bis sie eine Fläche ergibt, und anschließend als „Bild“ abfotografiert; die Animation erfolgt in Stop-Motion. Jedes in Clay Painting geschaffene Motiv muss für eine neue Einstellung verändert und damit zerstört werden. „Am Ende gibt es nur ein Bild, während der Prozess (dahin) auf Film aufgenommen wurde. Der Prozess ist das Produkt“, so Gratz in einem Interview.
Gratz gründete 1987 ihr eigenes Produktionsstudio Gratz-Film und arbeitet seither regelmäßig an Werbe- und Kurzfilmen in Knetanimation. Für ihren Coca-Cola-Werbespot Heartland erhielt Gratz 1994 einen Clio Award. Knetanimationssequenzen von Gratz finden sich auch in Peter Gabriels Musikvideo zu Diggin in the Dirt, das 1992 mit einem Grammy ausgezeichnet wurde, sowie im Video zu John Fogertys Vanz Can’t Dance.
Ihr größter Erfolg war der in Clay Painting geschaffene Kurzanimationsfilm Mona Lisa Descending a Staircase, in dem Gratz 35 Meisterwerke der Kunst miteinander verschmelzen ließ. Der Film erhielt 1993 einen Oscar als bester animierter Kurzfilm. „In diesem Kurzfilm […] erforscht Gratz das menschliche Gesicht in der Malerei des 20. Jahrhunderts und schafft es, dass ihre ‚visuelle Lautmalerei‘ den Zeichenstil und den emotionalen Gehalt der Arbeit von 35 großen Künstlern vermittelt“, so Animation Now! Erst im 2009 entstandenen Puffer Girl verband Gratz Clay Painting mit digitalen Kunstformen und nutzte unter anderem Photoshop und AfterEffects für die Animation.
Gratz lebt in Portland, Oregon.

## Filmografie
- 1978: Rip Van Winkle – nur Animation
- 1979: The Little Prince – nur Animation
- 1979: Legacy: A Very Short History of Natural Resources – nur Animation
- 1980: The Creation – nur Animation
- 1980: A Christmas Gift – nur Animation
- 1980: Dinosaurs – A Fun Filled Trip Back in Time – nur Animation
- 1988: Candyjam (mit Joanna Priestley)
- 1992: Mona Lisa Descending a Staircase
- 1993: Pro and Con
- 1996: Dowager’s Feast
- 2000: Innerplay
- 2001: Dowager’s Idyll
- 2009: Puffer Girl
- 2011: Kubla Khan

## Publikationen
- 2002: Downward-Facing Frog: Yoga Practices and Etiquette in the Animal Kingdom

## Auszeichnungen
- 1993: Media Prize, Ottawa International Animation Festival, für Mona Lisa Descending a Staircase
- 1993: Oscar, Bester animierter Kurzfilm, für Mona Lisa Descending a Staircase
- 1993: City of Melbourne Award, Melbourne International Film Festival, für Mona Lisa Descending a Staircase
- 1994: Golden Conch, Bombay International Documentary, Short and Animation Film Festival, für  Mona Lisa Descending a Staircase